# ステートジャガー
ステートジャガー（地方競馬時代の表記はステートジヤガー）は日本の競走馬。おもな勝ち鞍は1985年のサンケイ大阪杯。薬物による不正疑惑の渦中にあった馬としても知られている。

## 戦績
当初は地方競馬の南関東公営競馬でデビューし黒潮盃まで無傷の5連勝を果たすも、南関東三冠競走の羽田盃、東京ダービーではそれぞれ2着、3着とキングハイセイコーの後塵を拝した。そのあと笠松競馬場に移籍し、東海ゴールドカップを制するなど6戦3勝の成績を残した。
1985年、古馬となって、中央競馬（栗東トレーニングセンター）に移籍。移籍初戦となったのはマイラーズカップだった。前年の優駿社賞最優秀短距離馬ニホンピロウイナーのほか、ダイアナソロン、シャダイソフィアといった新旧桜花賞優勝馬が出走するなどビッグネームが揃っていたが、ニホンピロウイナーから4分の3馬身差の2着に好走した。続くサンケイ大阪杯ではミスターシービーとの叩き合いをハナ差競り勝つという金星を挙げた。
天皇賞（春）を回避して臨んだ宝塚記念では、シンボリルドルフが出走を取り消したこともあり単勝1番人気に推されたが、第3コーナー過ぎからまくっていく積極的な競馬をみせるも最後の直線コースで伸びを欠き、4着に終わった。

## ステートジャガー事件
宝塚記念は単なる敗戦にとどまらなかった。競走後に行われたドーピング検査で尿から禁止薬物であるカフェインが検出されたため、一転失格、賞金没収となったのである。競走前には、何者かからステートジャガーの薬物使用についての告発がなされていたとも報じられた。
この一件は「ステートジャガー事件」と呼ばれ、警察による捜査が行われ、騎手の田原成貴にも事情聴取を実施したが犯人は特定されず、真相は藪の中であった。結局、管理調教師の中村好夫が管理責任を問われた形で日本中央競馬会によって6か月間の調教停止処分を科された。
事件後にも高松宮杯への出走が予定されていたが、ドーピング疑惑のある競走馬を出走させることに対する批判が起こったため、予定は取り消された。その後美浦トレーニングセンターに転厩したが、脚部の故障で約2年間一走もできないまま引退に追い込まれた。

## 引退後
引退後は地方競馬時代の馬主であった佐橋五十雄が引き取り種牡馬となるも、地味な血統、GI級競走優勝のない競走成績、薬物疑惑とあっては種付け頭数が増えようもなく、目立った活躍馬を出せないまま廃用。佐橋の計らいにより、愛知県にある乗馬クラブに預けられる。ところが、残されたわずかな産駒から1993年にステートジョージが高崎競馬場で北関東菊花賞を勝ち、翌1994年にはメルシーステージが中央競馬で重賞を2勝するという活躍を見せる。これを受け、極めて大人しい性格であったため、乗馬となりながらも去勢されていなかったステートジャガーは、優駿スタリオンステーション社長・村田繁實の働きかけにより、奇跡的に種牡馬復帰の運びとなった。しかし種付け数は伸び悩み、復帰初年度の産駒（1995年産）の血統登録頭数は7にとどまり、新たな活躍馬を生み出すことはできなかった。
1995年、種付け中に負傷し骨折したカウンテスアップの代役として青森県八戸市にあるワールドファームに移ったが、1997年にふたたび供用停止となり、その後の転売先は不明となっている。

## 血統表
| ステートジャガーの血統（テスコボーイ系 / Bull Dog (Sir Gallahad) 4×5=9.38%） | ステートジャガーの血統（テスコボーイ系 / Bull Dog (Sir Gallahad) 4×5=9.38%） | ステートジャガーの血統（テスコボーイ系 / Bull Dog (Sir Gallahad) 4×5=9.38%） | （血統表の出典）  | （血統表の出典） |
| 父 サンシャインボーイ 1974 栃栗毛                                            | 父の父*テスコボーイ Tesco Boy 1963 黒鹿毛                                    | Princely Gift                                                                | Nasrullah         | Nasrullah        |
| 父 サンシャインボーイ 1974 栃栗毛                                            | 父の父*テスコボーイ Tesco Boy 1963 黒鹿毛                                    | Princely Gift                                                                | Blue Gem          |                  |
| 父 サンシャインボーイ 1974 栃栗毛                                            | 父の父*テスコボーイ Tesco Boy 1963 黒鹿毛                                    | Suncourt                                                                     | Hyperion          | Hyperion         |
| 父 サンシャインボーイ 1974 栃栗毛                                            | 父の父*テスコボーイ Tesco Boy 1963 黒鹿毛                                    | Suncourt                                                                     | Inquisition       |                  |
| 父 サンシャインボーイ 1974 栃栗毛                                            | 父の母*ソーダストリーム Soda Stream 1953 栃栗毛                              | Airbone                                                                      | Precipitation     | Precipitation    |
| 父 サンシャインボーイ 1974 栃栗毛                                            | 父の母*ソーダストリーム Soda Stream 1953 栃栗毛                              | Airbone                                                                      | Bouaquet          |                  |
| 父 サンシャインボーイ 1974 栃栗毛                                            | 父の母*ソーダストリーム Soda Stream 1953 栃栗毛                              | Pangani                                                                      | Fair Trial        | Fair Trial       |
| 父 サンシャインボーイ 1974 栃栗毛                                            | 父の母*ソーダストリーム Soda Stream 1953 栃栗毛                              | Pangani                                                                      | Clovelly          |                  |
| 母 センゾクチカラ 1971 鹿毛                                                  | 母の父*アイアンリージ Iron Liege 1954 鹿毛                                   | Bull Lea                                                                     | Bull Dog          | Bull Dog         |
| 母 センゾクチカラ 1971 鹿毛                                                  | 母の父*アイアンリージ Iron Liege 1954 鹿毛                                   | Bull Lea                                                                     | Rose Leaves       |                  |
| 母 センゾクチカラ 1971 鹿毛                                                  | 母の父*アイアンリージ Iron Liege 1954 鹿毛                                   | Iron Maiden                                                                  | War Admiral       | War Admiral      |
| 母 センゾクチカラ 1971 鹿毛                                                  | 母の父*アイアンリージ Iron Liege 1954 鹿毛                                   | Iron Maiden                                                                  | Betty Derr        |                  |
| 母 センゾクチカラ 1971 鹿毛                                                  | 母の母ハナコノミ 1965 鹿毛                                                   | カネチカラ                                                                   | *ゲイタイム       | *ゲイタイム      |
| 母 センゾクチカラ 1971 鹿毛                                                  | 母の母ハナコノミ 1965 鹿毛                                                   | カネチカラ                                                                   | 保友              |                  |
| 母 センゾクチカラ 1971 鹿毛                                                  | 母の母ハナコノミ 1965 鹿毛                                                   | ロンドンミドリ                                                               | ミツハタ          | ミツハタ         |
| 母 センゾクチカラ 1971 鹿毛                                                  | 母の母ハナコノミ 1965 鹿毛                                                   | ロンドンミドリ                                                               | マルミドリ F-No.6 |                  |

兄弟・近親
- 半姉オリエントゴールド（父タニノチカラ）の曾孫には、JBCスプリントなどダートグレード競走4勝のニシケンモノノフがいる。
- 半姉カピオラ（父アザーストーンウッド）は上山の重賞・みちのく賞の勝ち馬で、その産駒にウイニングテイオー（紅葉賞、上山王冠賞）がいる。
- 全弟ワンダーテイオーは中央6勝で、フェブラリーハンデキャップ2着がある。